# Place Bellecour

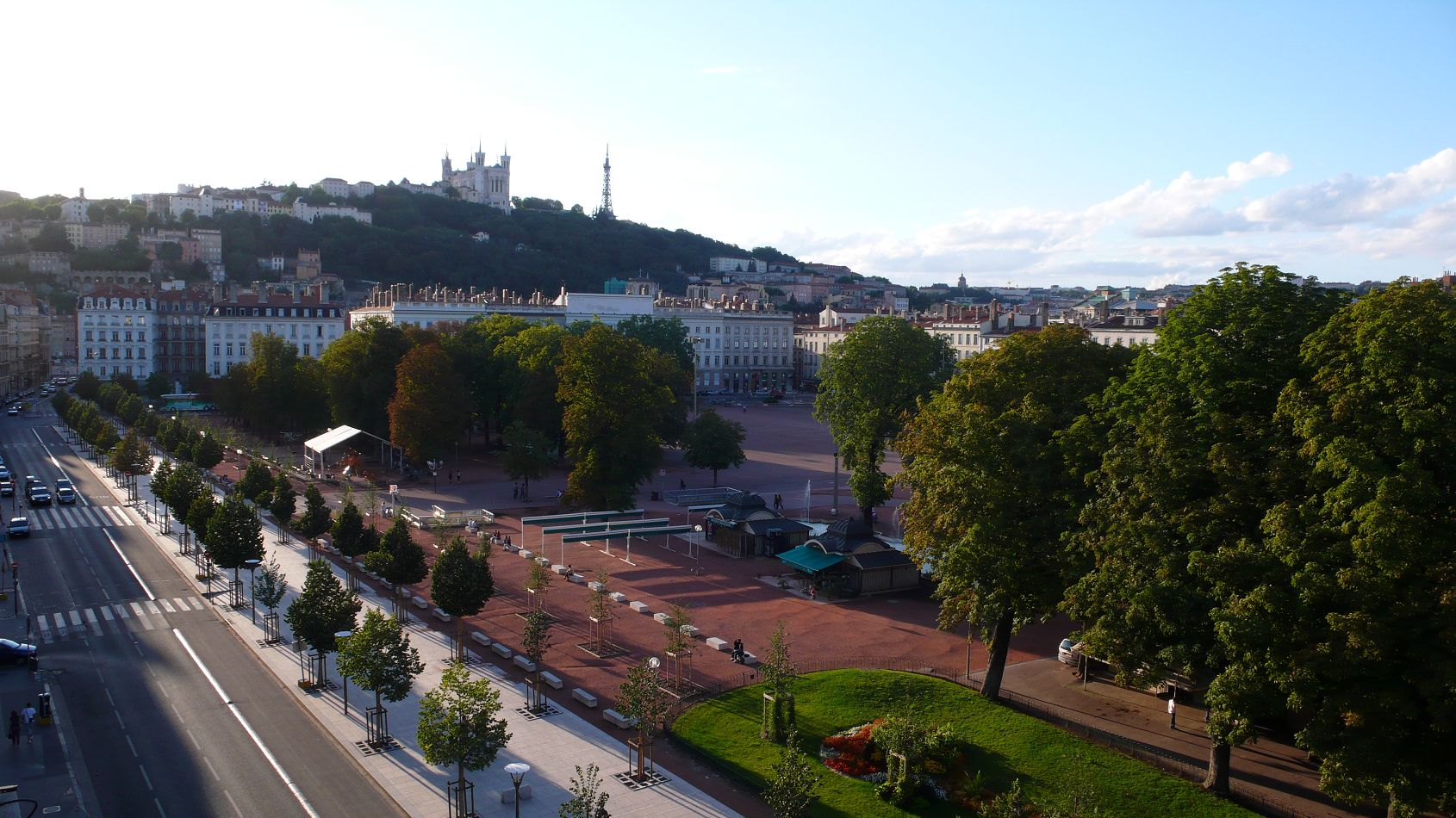
Beeld richting Fourvière

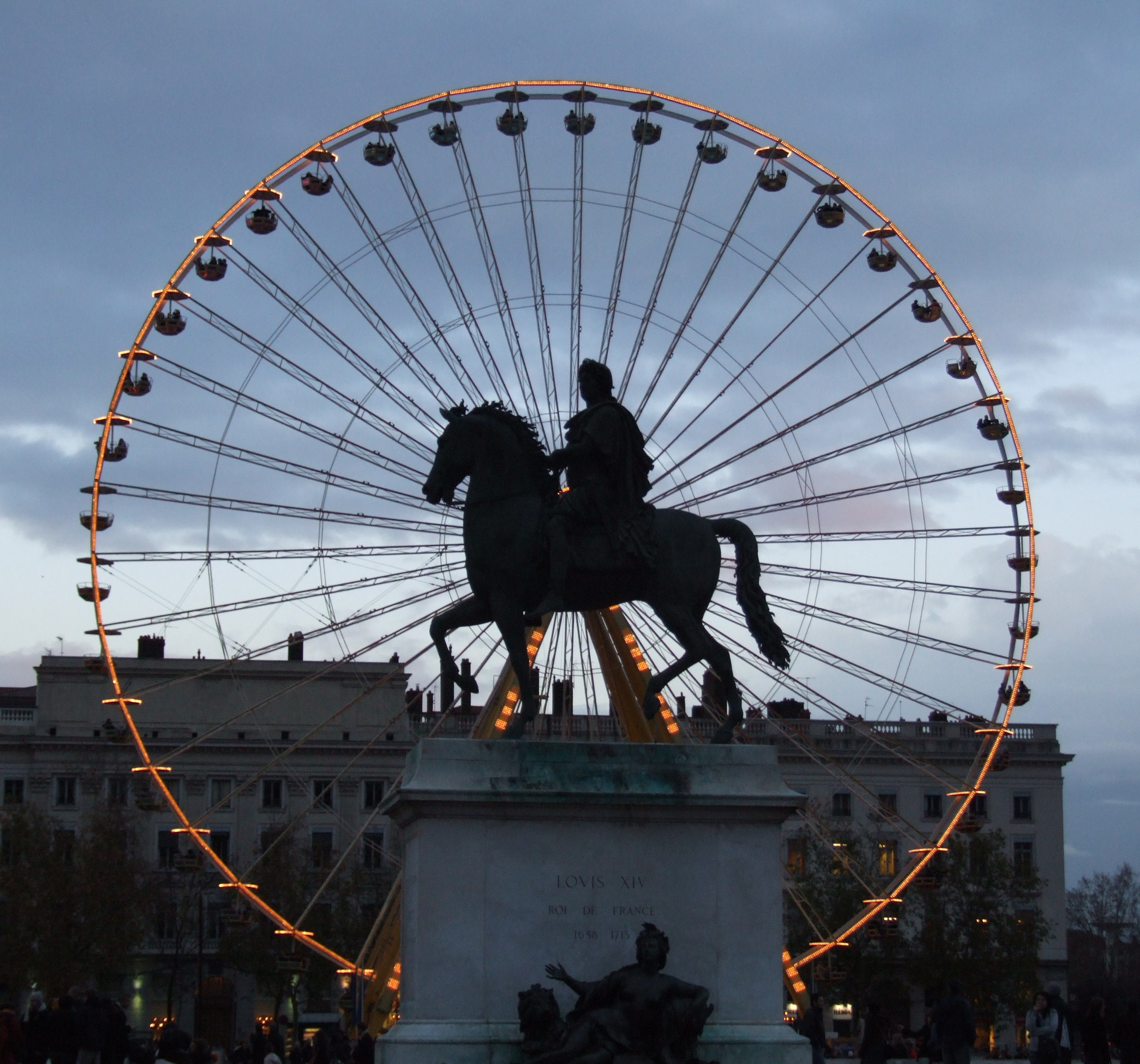
Beeld van Lodewijk XIV te paard

De Place Bellecour is een plein in de stad Lyon. De Place Bellecour is een Frans historisch monument en staat als onderdeel van het historische centrum van Lyon op de Werelderfgoedlijst van de UNESCO.
Het plein heeft een afmeting van 310 bij 200 meter en is daarmee het grootste plein van de stad en het op twee na grootste plein van Frankrijk, na de Place des Quinconces in Bordeaux en de Place de la Concorde in Parijs. Het plein is groter dan de pleinen Zócalo in het Historisch Centrum van Mexico-Stad of het Rode Plein in Moskou. Het is ook het grootste plein wat als voetgangerszone in Europa in gebruik is, gezien op veel andere pleinen met auto's gereden mag worden. Op het plein staan twee paviljoens, waarvan er een het Bureau voor Toerisme huisvest en de andere een kunstgalerij.
Het plein heeft een rechthoekige vorm en is aangelegd tussen de 17e en 19e eeuw. Het plein heeft in de loop van zijn bestaan verschillende namen gekend, zoals: Bella curtis, Place Royale, Place Louis-le-Grand, Place de la Fédération, Place de l’Egalité, Place Bonaparte en Place Napoléon. In het midden staat een standbeeld van Lodewijk XIV te paard. Een ander beeld in het uiterste westen van het plein geeft de voorstelling weer van De kleine prins en diens schrijver Antoine de Saint-Exupéry.
Onder het plein is het metrostation Bellecour, waar de lijnen A en D elkaar kruisen. 
Op het plein worden er geregeld manifestaties, concerten en andere evenementen gehouden. Elke vrijdag start op het plein een grote toertocht op rolschaatsen. 's Winters wordt er een kunstijsbaan geplaatst. Ook staat er elke winter een groot reuzenrad.